# Kerbal Space Program
Kerbal Space Program (укр. Космічна програма Кербала) — інді-відеогра в жанрі космічних симуляторів, створена незалежною мексиканською групою Squad для платформ Linux, macOS, Windows, Xbox One, PlayStation 4.
Альфа-версія вийшла 24 червня 2011 і поступово вдосконалювалася, розповсюджуючись з офіційного вебсайту та сервісу Steam безкоштовно. Фінальна, платна, версія була випущена 24 червня 2023 року.
Метою гри є сконструювати і запустити космічний корабель, щоб виконати поставлене завдання, при цьому зберігши життя кербонавтів. Слоган космічного симулятора: «Наскільки, все ж таки, складним може бути ракетобудування?»
У серпні 2021 року з випуском оновлення 1.12.2 розробники повідомили, що припиняють підтримку відеогри та випускатимуть оновлення лише у разі необхідності.

## Ігровий процес
Гравець розпочинає власну космічну програму раси кербалів, жителів планети Кербін, схожої на Землю. Гравцеві слід створювати космічні апарати і запускати їх для проведення досліджень і підкорення небесних тіл зоряної системи Кербол. Кораблі та ракети складаються з окремих частин, таких як кабіна пілотів, паливні баки, двигуни, обтічники, крила, антени і т. д. Проєктування ракети і польоти включають враховування швидкості, опору повітря, витрату палива. Гра передбачає вирішення позаштатних ситуацій. Наприклад, запуск кораблів для порятунку застряглих на орбіті кербонавтів, або вихід кербонавтів у відкритий космос для ремонту корабля.
Гра пропонує три режими:
- «Пісочниця» — гравець може сконструювати будь-який апарат на свій розсуд та запустити його куди забажає. Від початку доступні всі можливі деталі.
- «Наука» — дозволяє виконувати наукові експерименти з просування науки кербонавтів. За кожен експеримент даються «очки науки», за які можна відкрити нові деталі. При цьому гравець не обмежений у фінансах, як у Пісочниці.
- «Кар'єра» — гравець керує всіма аспектами ракетобудування і космічних польотів, повинен турбуватися про репутацію, забезпечення і покращення космічного центру. Деталі коштують грошей, для їх отримання треба виконувати контракти. Невдалі запуски знижують репутацію, що впливає на вигідні контракти, нові деталі відкриваються за «очки науки», як у режимі Науки.

### Фізика
Порівняно із реальними умовами космосу та різних небесних тіл, гра спрощена. Так двигун гри не дозволяє відтворювати гравітацію декількох небесних тіл, замість цього в певній точці вона «перемикається» на тіло з більшим гравітаційним впливом. З цієї причини неможливо моделювати точки Лагранжа та деякі інші ситуації — за стандартної версії гри. Але за допомогою моду Principia можна використовувати взаємодію N-тіл, враховувати точки Лагранжа і робити гравітаційні маневри.
Планети в грі у декілька разів менше реальних, їх тяжіння більше, ніж було б в реальності при їх розмірах. Тому перша космічна швидкість для планети Кербін, як і друга, в 4 рази менша, ніж для Землі. Те ж стосується і решти об'єктів системи.
Проте деякі умовності наближуються до реальних за допомогою користувацьких модифікацій.

### Зоряна система Кербола
Космічна програма Кербал містить велику кількість небесних тіл, на які можна здійснювати посадку та виконувати експерименти. Планетарна система зірки Кербол складається з великих планет, газового гіганта, карликових планет, а також супутників, що обертаються навколо них. У версії 0.23.5 включений пояс астероїдів, що може перетинати траєкторію планети Кербін, а в версії 1.10 додані комети.
Планети у напрямку зростання відстані від зірки Кербол:
- Мохо (англ. Moho) — аналог Меркурія. Кам'яниста планета без атмосфери та супутників. Майже червонного кольору. На полюсах знаходяться дуже глибокі западини, названі «Mohole» (Мохол).
- Ева (англ. Eve) — аналог Венери. Планета земного типу з сильним тяжінням та атмосферою, що у п'ять разів щільніша за земну. Має рідину на поверхні, але це не вода. Має астероїд-супутник Джіллі (англ. Gilly).
  - Джиллі (англ. Gilly) — малий за розмірами супутник Еви. Дуже гористий. Сила тяжіння екстремально низька, кербали можуть підстрибнути там на 300 метрів.
- Кербін (англ. Kerbin) — землеподібна планета з океанами і материками, де розвивається цивілізація кербалів. Має два супутники: Мун (англ. Mun) та Мінмус (англ. Minmus).
  - Ман(англ. Mun) — схожий на Місяць супутник.
  - Мінмус(англ. Minmus) — невеликий супутник зі слабкою гравітацією. Присутні ідеально рівні низовини.
- Дюна (англ. Duna) — аналог Марса. Червона пустельна планета з кратерами і полярними шапками. Атмосфера щільніша за атмосферу Марса та слабше земної лише у п'ять разів проти 160 у Марса. Має один природний супутник Айк (англ. Ike).
  - Айк (англ. Ike) — досить великий супутник. Дуже гористий.
- Дрес (англ. Dres) — аналог Церери. Кам'яниста карликова планета з низьким тяжінням.
- Джул (англ. Jool) — аналог Юпітера. Газовий гігант, найбільша і наймасивніша планета в системі. Має 5 супутників.
  - Лейт (англ. Laythe) — великий супутник з щільною атмосферою. Майже повністю вкритий водою. В атмосфері присутній кисень, що дозволяє працювати там літаковим двигунам.
  - Вал (англ. Vall) — досить великий супутник без атмосфери, аналог крижаних супутників Сатурна і Юпітера. Присутній кріовулканізм.
  - Тайло (англ. Tylo) — дуже великий кам'янистий супутник. Немає атмосфери, через це посадка на Тайло дуже складна.
  - Боп (англ. Bop) — невеликий кам'янистий супутник. Має досить великий кратер.
  - Пол (англ. Pol) — невеликий кам'янистий супутник з дуже високими й крутими скелями.
- Iiлу (англ. Eeloo) — аналог Плутона. Мала кам'яниста планета без атмосфери. У майбутніх оновленнях планується зробити її супутником другого газового гіганта.

### Інтерв'ю
- IGG 2012, #059 Kerbal Space Program -- Interview with Anthony Keeton and Felipe FalangheI на YouTube(англ.) 11.03.2013.
- IBreakfast With The Developers of Kerbal Space Program - Exclusive! на YouTube(англ.) 26.03.2013.
- Interview with Squad. Kerbal Space Program 0.21 Preview & Future Developments на YouTube(англ.) 06.07.2013.
- Kerbal Space Program - Interview With Lead Developer Felipe FalangheI на YouTube(англ.) 13.10.2013.
- Talking With The Developers Of Kerbal Space Program At GDC 2014I на YouTube(англ.) 24.03.2014.